# Bandhaken

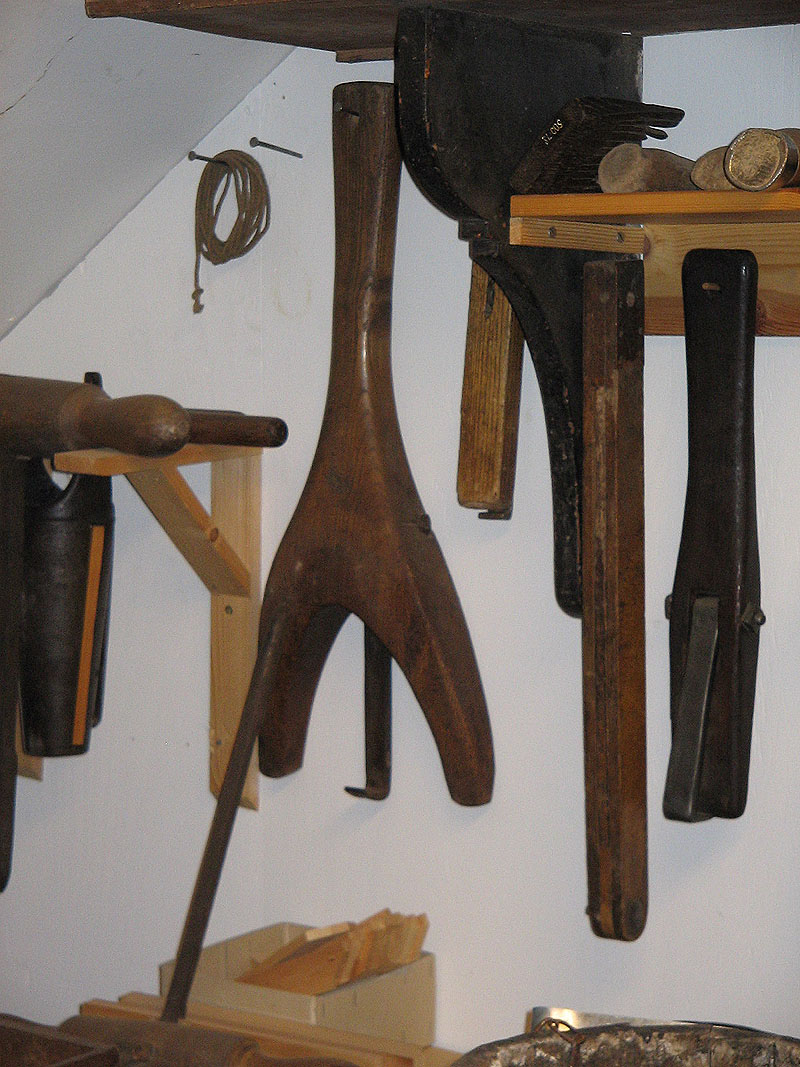
Verschiedene Bandhaken

Der Bandhaken oder Reifzieher ist ein Werkzeug der Böttcher, das zum Aufziehen der Kopfreifen, der jeweils letzten Fassreifen bei Holzfässern, dient.
Das Werkzeug besteht aus einem Holzstück mit einem langen Griff, in das eine Nut eingelassen ist, die einen drehbar gelagerten eisernen Haken trägt. Das Ende des Bandhakens wird unter einen der bereits angetriebenen Reifen, der Haken innerhalb des aufzuziehenden Reifens gesetzt. Durch Drücken des Griffes am andere Ende nach unten und wiederholtes Ansetzen an mehreren Stellen wirkt der Bandhaken als Hebel und zieht den Reifen über den Rand des Fasses.